# Халблех
Халблех (њем. Halblech) општина је у њемачкој савезној држави Баварска. Једно је од 45 општинских средишта округа Осталгој. Према процјени из 2010. у општини је живјело 3.465 становника. Посједује регионалну шифру (AGS) 9777173.

## Географски и демографски подаци
Халблех се налази у савезној држави Баварска у округу Осталгој. Општина се налази на надморској висини од 800–2082 метра. Површина општине износи 125,5 km². У самом мјесту је, према процјени из 2010. године, живјело 3.465 становника. Просјечна густина становништва износи 28 становника/km².